# Sitochroa fraudulentalis
Sitochroa fraudulentalis is een vlinder uit de familie van de grasmotten (Crambidae). De wetenschappelijke naam van deze soort is voor het eerst voorgesteld als Spilodes fraudulentalis door William Warren in een publicatie uit 1895.
De soort komt voor in India (Meghalaya).